# Fuego (álbum de Menudo)
Menudo, lançando internacionalmente como Fuego, é o sétimo álbum de estúdio da boy band porto-riquenha Menudo, lançado em 1981, pela gravadora Padosa. A formação do grupo nesse período incluía: os irmãos Oscar e Ricky Meléndez, René Farrait, Johnny Lozada e Xavier Serbiá, sendo o segundo trabalho com essa formação, e o último com a participação de Oscar, que atingiu o limite de idade (15 anos) e foi substituído por Miguel Cancel.

## Divulgação
Como forma de divulgação, o grupo fez aparições em programas de televisão, como o Siempre en Domingo, no México, com Raúl Velasco, além de seu próprio programa no Canal 52, na Califórnia. Na Venezuela eles receberam o prêmio "Meridiano de Oro" por serem os cantores mais populares do Canal 81. Um turnê foi feita e incluiu países como Estados Unidos (Washington, Los Angeles), México, Colômbia, Venezuela, Peru, Argentina e Uruguai.

## Singles
"Fuego" foi lançada como single e dá título a versão internacional do álbum. Com essa canção, o grupo atingiu sucesso na Venezuela e em outros países da América Latina. A música foi gravada inicialmente em 1978, para o álbum Laura, mas foi com a versão do álbum de 1981 que obteve sucesso. No México, o single apareceu por duas vezes em primeiro lugar na parada musical da revista quinzenal mexicana Notitas Musicales.

## Desempenho comercial
Comercialmente, o álbum se tornou um sucesso, atingindo as primeiras posições das paradas musicais dos Estados Unidos e da Argentina. Na Venezuela as vendas atingiram 143 mil cópias. De acordo com reportagem de 1981 da revista Record World, cada álbum do Menudo lançado no México até aquela data (o outro foi Quiero ser, também de 1981), conseguiu vender meio milhão de cópias entre LPs e K7s.
Em 1998, o álbum foi lançado no formato de compact disc (CD). Segundo a revista Billboard, as vendas combinadas aos dos CDs de Quiero ser, Por amor e Una aventura llamada Menudo alcançaram 10 mil unidades, apenas na primeira semana.

## Lista de faixas
- Créditos adaptados do LP Menudo, de 1981.[14]

| N.º | Título                 | Compositor(es)                 | Cantor(es)                     | Duração |  |
| 1.  | "Fuego"                | Leyda E. Colón                 | Grupo                          | 3:38    |  |
| 2.  | "El momento del adiós" | Socorro Centeno                | Johnny Lozada                  | 2:43    |  |
| 3.  | "Doña Tecla"           | Socorro Centeno                | Oscar Meléndez, Ricky Meléndez | 3:22    |  |
| 4.  | "Madre"                | Juan Carlos Calderón           | René Farrait                   | 4:17    |  |
| 5.  | "Llegas tú"            | Leyda E. Colón                 | Grupo                          | 2:37    |  |
| 6.  | "A bailar"             | Joaquín Torres Méndez          | René Farrait                   | 2:50    |  |
| 7.  | "El ayer"              | Socorro Centeno                | René Farrait                   | 2:39    |  |
| 8.  | "Isole"                | Leyda E. Colón                 | Grupo                          | 3:25    |  |
| 9.  | "De tu vuelo"          | Alejandro Monroy, Edgardo Diaz | Grupo                          | 3:17    |  |
| 10. | "Sueños"               | Pedro José Herrero             | René Farrait                   | 2:56    |  |

## Tabelas

### Tabelas semanais
| Tabela musical (1983)                                             | Melhor posição |
| ----------------------------------------------------------------- | -------------- |
| Argentina (Record World / Prensario)                              | 6              |
| Estados Unidos (Billboard Top Latin Albums - Los Angeles / (Pop)) | 7              |
| Estados Unidos (Billboard Top Latin Albums - Califórnia / (Pop))  | 23             |
| Estados Unidos (Record World - Costa Leste)                       | 39             |
| Estados Unidos (Record World - Costa Oeste)                       | 26             |
| México (Record World / Ventas)                                    | 1              |
| México (Record World / Popularidad)                               | 2              |

## Certificações e vendas
| Região    | Certificação | Vendas estimadas |
| --------- | ------------ | ---------------- |
| México    | Ouro         | 500.000          |
| Venezuela | Ouro         | 143.000          |